# Edmund William Gilbert
Edmund William Gilbert (1900–1973) est un géographe social britannique. Il est professeur de géographie à l'Université d'Oxford, de 1953 à 1967 et membre de Hertford College à Oxford. Il définit la géographie en termes de reconnaissance des caractères des zones géographiques.
Dans les années 1920, alors à l'Université de Reading, il étudie dans l'Ouest américain. Il est influencé par Halford John Mackinder, au point de passer pour un admirateur inconditionnel.
Durant la Seconde Guerre mondiale il travaille à la Naval Intelligence Handbooks, production, avec Robert Beckinsale et S. da Sá, les volumes Spain and Portugal.

## Œuvre
- The Exploration of Western America, 1800-1850: An Historical Geography (1933)
- Brighton Old Ocean's Bauble (1953)
- The University Town in England and West Germany (1961)
- British Pioneers in Geography (1972)

## Source de la traduction
- (en) Cet article est partiellement ou en totalité issu de l’article de Wikipédia en anglais intitulé « Edmund William Gilbert » (voir la liste des auteurs).